# Grote Visbaai
De Grote Visbaai of Baía dos Tigres is een zeestraat en voormalige baai voor de kust van Angola. Ten oosten van de zeestraat ligt het vasteland van Angola en ten westen ervan lag ooit een schiereiland, maar in 1962 werd de verbinding met het vasteland ten zuiden van de zeestraat door de zee weggeslagen waardoor het schiereiland een eiland werd (Ilha dos Tigres).

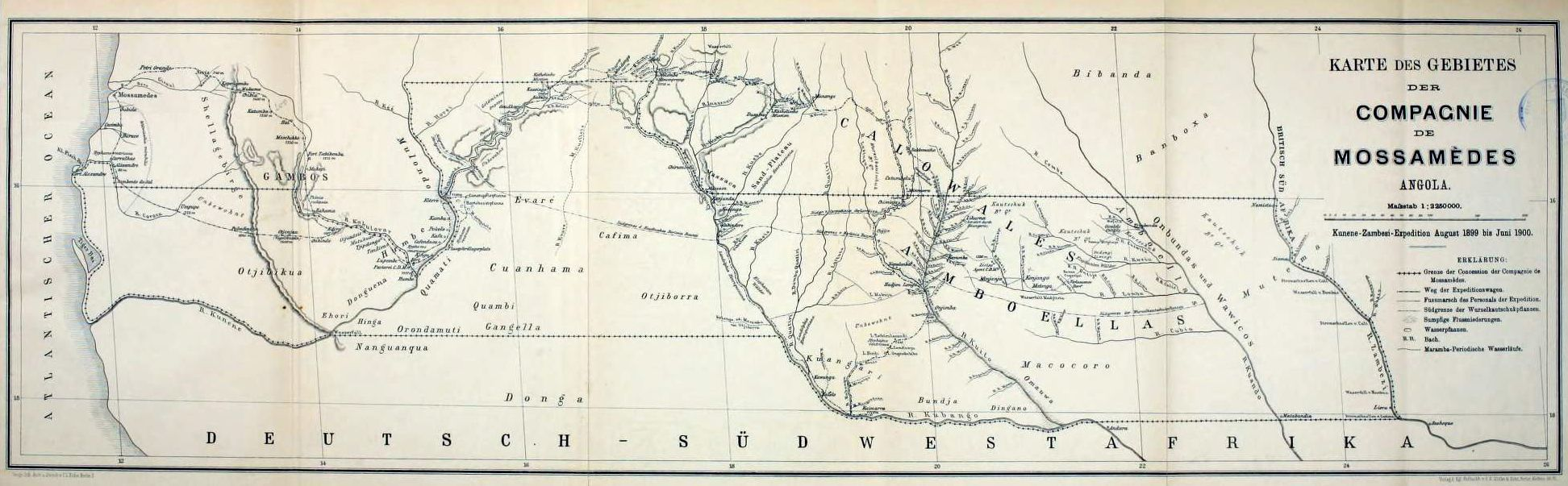
De Grote Visbaai (links) op een kaart uit 1900.